# Pif Gadget
Pif Gadget, kortweg Pif, was een Frans tijdschrift met strips voor de jeugd. Het tijdschrift ontstond in 1969 toen het stripweekblad Vaillant werd hernoemd naar Pif Gadget. Deze naam verwijst naar de kinderstrip Pif le chien, die eerder al verscheen in Vaillant, en naar een gadget dat bij elk nummer van het tijdschrift werd bijgevoegd. Vaillant stond bekend als een communistisch tijdschrift en Pif Gadget was dit ook, al werd dit minder uitgesproken in de loop van de jaren 1970 en 1980. Het tijdschrift kende zijn grootste succes in de jaren 1970. In 1993 hield Pif Gadget op te bestaan als weekblad ten gevolge van de teruglopende verkopen. Er volgden nog doorstarten als maandblad (tussen 2004 en 2008) en als driemaandelijks tijdschrift (tussen 2015 en 2017), maar zonder het nodige succes.

## Strips
Pif Gadget publiceerde zowel humoristische als realistische strips. Pif le chien was een humoristische kinderstrip rond een hond, die in 1945 voor het eerst werd gepubliceerd in de krant L'Humanité en vanaf 1952 in Vaillant, de voorloper van Pif Gadget. Andere humoristische strips waren Pifou (oorspronkelijk een nevenpersonage van Pif le chien), Leonardo en La jungle en folie. Realistische stripreeksen waren bijvoorbeeld Rahan, Roodmasker en Corto Maltese.